# Maria Schneider (politician)
Maria Schneider (n. 9 februarie 1923, Merka/Měrkow⁠(d), Radibor, Saxonia, Germania) este o fostă politiciană germană, membră a Partidului Unității Socialiste din Germania.  De asemenea, a fost membră a Consiliului de Stat al Germaniei de Est între 1967 și 1971.

## Viață
Maria Schneider s-a născut în Merka (Měrkow), o așezare rurală germană de aproximativ 160 de locuitori, la 10 km nord de Bautzen și aproximativ 25 km nord de frontiera cu o țară pe atunci recent creată numită Cehoslovacia. Tatăl ei a fost un muncitor agricol sorab. Ea a părăsit școala la cincisprezece ani și s-a angajat într-o ucenicie comercială de trei ani, între 1938 și 1941. După aceasta a lucrat ca asistent comercial și secretar.
În mai 1945, al Doilea Război Mondial s-a încheiat și regimul lui Hitler a căzut. În Germania, partidele și organizațiile politice care fuseseră interzise sub naziști nu mai erau interzise, iar pe 10 mai 1945 principala organizație sorabă, Domowina, a fost restabilită la doar cinci zile după încheierea ostilităților în această parte a Germaniei. Maria Schneider s-a alăturat Domowina în același an. În 1948, s-a alăturat Freier Deutscher Gewerkschaftsbund⁠(d), o federație sindicală, a ceea ce era în încă zona de ocupație sovietică. Deși Republica Democrată Germană a fost fondată ca un stat individual susținut sovietic abia în octombrie 1949, baza pentru o revenire la un guvern cu partid unic fusese deja creată de administrația sovietică în aprilie 1946, după fuziunea contencioasă a vechiului Partid Comunist cu SPD. În 1948, Maria Schneider s-a alăturat noului partid care conducea țara, Partidul Unității Socialiste din Germania (SED). De asemenea, în 1948, s-a alăturat Ligii Femeilor Democratice din Germania, una din mai multe organizații de masă care fuseseră recent stabilite în zona de ocupație sovietică.
Din 1952 până în 1958, Schneider a lucrat ca instructor în munca femeilor la MTS Luttowitz, un depozit de mașini și tractoare care deservea operațiunile agricole colectivizate din Districtul Bautzen. Între 1958 și 1962 a lucrat la aceeași instituție ca șef al Departamentului Muncii.  Ea a combinat această funcție cu un rol senior la VEB (adică proprietate publică) Elektroporzelan⁠(d), o fabrică de componente din Großdubrau.
A urmat o perioadă de studiu, iar până în 1964 a urmat cursurile Institutului Industrial de la Universitatea Tehnică din Ilmenau, pe care l-a absolvit cu o diplomă în economie de inginerie. În 1964 a devenit asistentă a directorului economic la marea fabrică de telecomunicații VEB Fernmeldewerk Leipzig din Bautzen, ulterior devenind director economic în 1971.
Pe măsură ce instituțiile tinerei țări s-au stabilit, Maria Schneider s-a mutat în politică. Ea ocupase deja funcția de „reprezentant al comunității” din 1949 până în 1953, iar în 1957 a devenit consilier local pentru Districtul Bautzen. În 1967, s-a mutat în politica națională, în calitate de reprezentant al Federației Sindicatelor (FDGB) în Volkskammer, până în 1976.  Între 1971 și 1976 a fost, de asemenea, membră a Comitetului pentru Industrie, Construcții și Transport al Adunării. În plus, între 1967 și 1971 a fost membră a Consiliului de Stat, înlocuindu-l pe Christel Pappe.